# 오하시 미쿠
오하시 미쿠(일본어: 大橋 未久 おおはし みく[*])는 일본의 AV 여배우이다.
| 오하시 미쿠 | 오하시 미쿠          |
| ----------- | -------------------- |
| 출생일      | 1987년 12월 24일     |
| 출신지      | 일본 도쿄도          |
| 활동 기간   | 2007년~2014년        |
| 쓰리 사이즈 | B86 / W58 / H85 (cm) |
| 신장        | 158cm                |
| 혈액형      | A형                  |
| 취미        | 빠구리               |